# Przygody Tintina (komiks)
Przygody Tintina (fr. Les Aventures de Tintin) – seria komiksowa autorstwa belgijskiego artysty Georges’a Remi, który swoje prace podpisywał pseudonimem Hergé. Cykl zadebiutował w odcinkach 10 stycznia 1929 w czasopiśmie „Le Petit Vingtième”, a od 1930 ukazywał się w formie indywidualnych tomów – najpierw nakładem „Le Petit Vingtième”, a od 1934 nakładem wydawnictwa Casterman. Łącznie ukazały się 24 tomy, przy czym ostatni, niedokończony, wydano w 1986 już po śmierci autora. Przygody Tintina zaliczane są do najpopularniejszych komiksów europejskich XX wieku. Wydrukowano ponad 200 milionów egzemplarzy tego komiksu i przetłumaczono na ponad 90 języków. Po polsku całą serię wydał Egmont Polska.

## Fabuła
Bohaterem tej serii jest młody reporter i podróżnik imieniem Tintin, któremu w podróżach po całym świecie towarzyszą: sympatyczny pies Miluś, kapitan Baryłka (Haddock) i inne osoby o różnorodnych osobowościach i charakterach.

## Styl
To na kartach Przygód Tintina Hergé wprowadził i doprowadził do modelowej postaci technikę rysowniczą zwaną ligne claire, czyli czystą linią, naśladowaną przez wielu innych twórców komiksu franko-belgijskiego.

## Tomy
| Tom | Tytuł i rok I wydania polskiego        | Tytuł i rok I wydania oryginalnego   |
| --- | -------------------------------------- | ------------------------------------ |
| 1   | Tintin w kraju Sowietów (2011)         | Tintin au pays des Soviets (1930)    |
| 2   | Tintin w Kongo (2002)                  | Tintin au Congo (1931)               |
| 3   | Tintin w Ameryce (2002)                | Tintin en Amériqe (1932)             |
| 4   | Cygara faraona (2003)                  | Les Cigares du pharaon (1934)        |
| 5   | Błękitny lotos (2003)                  | Le Lotus bleu (1935)                 |
| 6   | Pęknięte ucho (2009)                   | L’Oreille cassée (1937)              |
| 7   | Czarna Wyspa (2009)                    | L'Île noire (1938)                   |
| 8   | Berło Ottokara (2009)                  | Le Sceptre d’Ottokar (1939)          |
| 9   | Krab o złotych szczypcach (1994)       | Le Crabe aux pinces d’or (1941)      |
| 10  | Tajemnicza gwiazda (2009)              | L’Étoile mystérieuse (1942)          |
| 11  | Tajemnica jednorożca (1994)            | Le Secret de la Licorne (1943)       |
| 12  | Skarb Szkarłatnego Rackhama (2009)     | Le Trésor de Rackham Le Rouge (1945) |
| 13  | Siedem kryształowych kul (2009)        | Les 7 Boules de cristal (1948)       |
| 14  | Świątynia Słońca (2009)                | Le Temple du soleil (1949)           |
| 15  | Tintin w krainie czarnego złota (2009) | Au pays de l’or noir (1951)          |
| 16  | Kierunek Księżyc (2009)                | Objectif Lune (1953)                 |
| 17  | Spacer po Księżycu (2009)              | On a marché sur la Lune (1954)       |
| 18  | Afera Lakmusa (2009)                   | L’Affaire Tournesol (1956)           |
| 19  | Koks w ładowni (2009)                  | Coke en stock (1958)                 |
| 20  | Tintin w Tybecie (2009)                | Tintin au Tibet (1960)               |
| 21  | Klejnoty Bianki Castafiore (2011)      | Les Bijoux de la Castafiore (1963)   |
| 22  | Lot 714 do Sydney (2011)               | Vol 714 pour Sydney (1968)           |
| 23  | Tintin i Picarosi (2011)               | Tintin et les Picaros (1976)         |
| 24  | Tintin i Alph-Art (2011)               | Tintin et l’Alph-Art (1986)          |